# 北田正董
北田 正董（きただ まさただ、天保12年（1841年） - 明治40年（1907年）10月5日）は、日本の代言人。

## 生涯
上総国山辺郡南横川村（現在の千葉県大網白里市）出身。明治初頭後藤象二郎の食客となり、後藤が大阪府知事当時大阪府取締大区長、警察事務を担当明治七年辞職。同年三月に代言業の傍ら、島本仲道らと共に北州社を設立して法律の研究に努めた。
1882年（明治15年）に板垣退助、後藤象二郎らと共に自由党を結成し、同年6月に行われた臨時大会で馬場辰猪、大石正巳、末広重恭、林和一、大井憲太郎らと並んでその常議員に選出された。同年12月の福島事件で自由党員の河野広中らが逮捕されると、大審院に設置された高等法院においてその弁護を担当した。
1890年（明治23年）の第1回衆議院議員総選挙に東京府第3区から出馬したが落選した。
東京弁護士会会長、東京弁護士会常議員会議長を歴任した。墓所は谷中霊園にある。

## 親族
子に息子の正寅、娘の酉のほか、二女の作家北田薄氷、三男の弁護士で代議士北田正平、五男の初代駐アフガニスタン公使北田正元らがいる。
孫に内務官僚から政治家になった大橋武夫（娘・酉の子）、実業家の北田正典（息子・正寅の子）、実業家高橋義治の妻高橋朝子（息子・正寅の子）らがいる。
大蔵省関税局長の大橋宗夫と、昭和電工社長の大橋光夫ら兄弟（娘・酉の孫）、インド史学者の石田保昭（娘・酉の孫）、世情を賑わした電通顧問の高橋治之と、イ・アイ・イグループ総帥の高橋治則ら兄弟（息子・正寅の孫）らは、それぞれ正董の曾孫にあたる。

## 参考資料
- 佐倉政蔵『民間人物論 : 壮士志士』能勢土岐太郎、1888年3月。
- 寺崎修「自由党役員名簿と同党大会出席者名簿」『法学論集』第32巻、駒澤大学法学会、1986年1月、171-191頁。

| スタブアイコン | サブスタブ | この項目は、まだ閲覧者の調べものの参照としては役立たない、人物に関連した書きかけの項目です。この項目を加筆・訂正などしてくださる協力者を求めています（P:人物伝/PJ:人物伝）。 |